# Storia di Lampedusa
La storia di Lampedusa si sviluppa in epoca antica, quando su di essa compaiono le prime testimonianze scritte in lingua greca. Fu per secoli una terra largamente disabitata ma visitata da svariati popoli. Il suo nucleo abitativo moderno si forma al principio del XIX secolo, quando l'isola viene ceduta a un abitante della vicina Malta che vi insedia dei coloni a pianta stabile; segue un'ulteriore colonizzazione da parte di maltesi e inglesi nel 1810, anche se la peste del 1813 uccide e fa scappare la nascente, piccola colonia, non riuscendo tuttavia a distruggerla interamente. Qualche decennio dopo, negli anni '40 dell'800, il re Ferdinando II delle Due Sicilie la reclama dal dominio feudale e stabilizza in essa, in maniera definitiva, centri abitativi sotto la protezione dei Borbone. Successivamente segue le vicende unitarie dell'isola maggiore alla quale appartiene, la Sicilia, divenendo con essa parte del Regno d'Italia dal 1861.
Lampedusa è celebre soprattutto per il suo legame con l'autore del celebre romanzo de Il Gattopardo, Giuseppe Tomasi di Lampedusa: i Tomasi furono principi di Lampedusa fin dall'epoca spagnola. L'isola è altresì nota per gli avvenimenti bellici della seconda guerra mondiale, quando, per prima nel territorio italiano, venne occupata e conquistata dalle forze degli Alleati.
In epoca contemporanea il nome di Lampedusa è stato legato soprattutto al fenomeno migratorio proveniente dal Nord Africa e diretto verso l'Europa, della quale l'isola siciliana rappresenta uno dei confini politici più a sud nel Mediterraneo.
L'isola odiernamente forma la sede municipale del comune di Lampedusa e Linosa (facente parte del libero consorzio comunale di Agrigento); Linosa è un'isola posta a nord di Lampedusa e da essa dipendente fin dall'epoca moderna.

## Epoca medievale
- Emirato di Sicilia.
- Regno di Sicilia